# Barrett Wendell
Barrett Wendell (1855-1921) est un professeur américain de littérature de l'Université Harvard, membre de l'Académie américaine des arts et des sciences, envoyé en France en 1904 par la Fondation Hyde pour étudier la France contemporaine.

## Biographie
Barrett Wendell est né le 23 octobre 1855 à Boston et mort le 9 février 1921. Il est le fils de Jacob Wendell et Mary Bartoldi. Il intègre l'Université de Harvard en 1877. C'est en 1888 qu'il sera nommé professeur de littérature assistant dans ladite université, professeur titulaire en 1898 et professeur émérite en 1917.
Outre l'enseignement, Wendell se fait connaître du grand public américain par deux romans The Duchess Emilia (1885) et Rankell's Remains (1887). Sa notoriété aux États-Unis commencera en 1891 avec la publication de son ouvrage English Composition qui servira de cadre dans les pays anglo-saxons à une réforme du style d'écriture de la langue anglaise en déroulant sa méthode de composition et d'expression.
Suivent plusieurs ouvrages relatifs à la littérature américaine et anglaise comme Cotton Mather en 1891, Stelligeri and Other Essays Concerning America en 1893, William Shakespeare, a Study in Elisabethan Literature en 1894, The Temper of the Seventeenth Century in English Literature en 1904 et History of Literature in America en 1900.
C'est en 1904 que l'Université de Harvard décide d'envoyer en France un professeur pour donner à la Sorbonne et dans d'autres villes de France des conférences pour faire connaître la littérature américaine. Le premier titulaire de la Fondation Hyde chargée de cette mission est Barrett Wendell es qualité de professeur et d'homme de lettres. Fort des échanges qu'il réalise à cette occasion avec ses homologues français, il publie The France of today en langue anglaise rapidement traduit en français sous le titre La France aujourd'hui. 
Wendell est membre de l’Académie américaine des Arts et des Lettres et de la Massachusetts Historical Society. 